# Paul Goodwin
Paul Goodwin (* 2. September 1956 in Warwick) ist ein englischer Oboist und Dirigent.

## Leben
Paul Goodwin stammte aus der englischen Grafschaft Warwickshire. Er besuchte die City of London School. Er studierte Oboe bei Janet Craxton, Komposition und Musiktheorie an der University of Nottingham. Er folgte ein Barockoboen-Studium an der Guildhall School of Music and Drama und bei Jürg Schaeftlein an der Wiener Hochschule für Musik und darstellende Kunst (1981/82). Er wurde erster Oboist im Ensemble The English Concert (1985/86), den London Classical Players (1985–1994), dem King’s Consort (1989–1994) und dem Orchestra of the Age of Enlightenment (1989–1992).
Nachdem er 1995 regelmäßiger Dirigent der Academy of Ancient Music (AAM) geworden ist, widmete er sich zusätzlich seiner Dirigentenkarriere. Ab 1996 bildete er sich dafür bei Jorma Panula in Helsinki/Finnland fort. Mit der AAM trat er bei den Proms in London auf und tourte durch Europa. 1999 wurde er erster Gastdirigent des English Chamber Orchestra. Er arbeitete u. a. mit Kiri Te Kanawa, Joshua Bell, Maria João Pires, Mstislav Rostropovich und Magdalena Kožená zusammen. Seine Aufnahmen wurden für den Grammy Awards und die Gramophone Classical Music Awards nominiert.
Er dirigierte u. a. folgende Klangkörper: Deutsche Radio Philharmonie Saarbrücken Kaiserslautern, Symphonieorchester des Bayerischen Rundfunks, BBC Philharmonic, Hallé-Orchester, City of Birmingham Symphony Orchestra, Scottish Chamber Orchestra, Minnesota Orchestra, Kungliga Filharmoniska Orkestern, National Symphony Orchestra, Saint Paul Chamber Orchestra, Philadelphia Orchestra, Spanisches Nationalorchester, Philharmonisches Orchester Helsinki, hr-Sinfonieorchester und NDR Radiophilharmonie, Philharmonia Baroque Orchestra, Orchestre de Chambre de Lausanne, Luzerner Sinfonieorchester und Rotterdams Philharmonisch Orkest. Ferner wirkte er an verschiedenen Opernhäusern und hatte Auftritte beim Händel-Festival in Halle (Saale).
Im Jahr 2007 wurde er mit dem Händelpreis der Stadt Halle ausgezeichnet.